# Oliver Fix
Oliver Fix (* 21. Juni 1973 in Augsburg) ist ein ehemaliger deutscher Kanute. Er wurde 1996 Olympiasieger im Kanuslalom.
Fix startete für Kanu Schwaben Augsburg, die Kanusportabteilung des TSV Schwaben Augsburg, und trainierte auf dem Augsburger Eiskanal. 1990 siegte er mit der Mannschaft bei den Juniorenweltmeisterschaften, im Einzel belegte der Kajakfahrer den fünften Platz. Nachdem er 1991 und 1994 jeweils den dritten Platz bei den Deutschen Meisterschaften belegt hatte und 1993 Deutscher Mannschaftsmeister geworden war, gelang Fix 1995 der Durchbruch an die Weltspitze. Bei den Weltmeisterschaften in Nottingham siegte er in der Einzelwertung und konnte zusammen mit Thomas Becker und Jochen Lettmann auch den Titel in der Mannschaftswertung gewinnen.
Bei den Olympischen Spielen 1996 in Atlanta konnte Fix als amtierender Weltmeister den Wettkampf in dem Ocoee Whitewater Center vor dem Slowenen Andraž Vehovar und Thomas Becker gewinnen und erhielt die Goldmedaille. Für diesen Sieg erhielt er vom Bundespräsidenten das Silberne Lorbeerblatt.
1998 heiratete Oliver Fix die Kanutin Gilda Montenegro, die zweimal für Costa Rica an Olympischen Spielen teilgenommen hat.